# Sommerglæder (roman)
 For alternative betydninger, se Sommerglæder. (Se også artikler, som begynder med Sommerglæder)
Sommerglæder er en dansk roman fra 1902 af Herman Bang.
Romanen var på 176 sider, hvoraf selve teksten udgjorde 152 sider, udkom i ugen op til 21. november 1902 hos Det Nordiske Forlag (Ernst Bojesen), trykt i Langkjærs Bogtrykkeri, og kostede uindbundet 2 kr. og indbundet 3 kr. Romanens første oplag var på 6.000 eksemplarer.  
Romanen indledes med ordene: ”La vie est bien triste – enfins rions”  (”Livet er temmelig trist – så, lad os le”).
Romanen er tilegnet Bangs nære veninde Olga Dahl (1862-1915), som han hyppigt brevvekslede med, gift med journalist og redaktør på Politiken Christian Dahl. 
Romanen er illustreret med tegninger af Hans Tegner.
Den blev filmatiseret i 1940 med Ellen Gottschalch og Rasmus Christiansen i hovedrollerne som fru Jansine Brasen og hr. Brasen.

## Indhold
Romanen foregår inden for kun ét enkelt døgn i en unavngiven købstad ved havet i Vendsyssel og er opdelt i tre kapitler uden overskrifter.
I romanens indledende, korte kapitel forbereder Jansine Brasen og hr. Brasen sig på, at de sommergæster, som de har averteret efter, ankommer til deres hotel, ”Brasens Hôtel”. Selv om sommergæsterne endnu ikke dukket op, står hotellet alligevel på den anden ende, for alt skal være parat. Fru Brasen løber – forvirret og fortravlet – rundt og jamrer. Hr. Clasen er en tyksak, der er mere glad for en bajer, end for at bestille noget. Fru Brasen går alle rum igennem og forsøger at sikre sig, at alt – senge, møblement, gardiner, linned og service – er som det skal være. De ventede sommergæster er et almindeligt samtaleemne blandt byens borgere – borgmester, vicekonsul, læge, præst og apoteker, manufakturhandler, slagter og andre småhandlende og tjenestefolk. Nu forlyder det, at ”der er kommet svært med Passagerer med Aalborg-Damperen”, og at der er køretøjer på vej sydfra, så travlheden vokser yderligere, og inden længe ruller tre hestetrukne charabanc’er, fyldt med hotelgæster gennem porten ind på hotellets gårdsplads.
Romanens andet – og længste – kapitel indledes med den kaotiske tilstand der opstår, da sommergæsterne skal fordeles på deres hotelværelser. Gæsterne tæller bl.a. et par lærerinder, en skolebestyrer med familie, sportsglade cyklister, en admiralinde, en generalkonsul og en berømt tenor og deres ægtefæller og børn. Hr. og fru Brasen løber forvirrede rundt og råber og skriger ad hinanden og herser med deres ansatte. Da sommergæsterne er kommet på plads i deres værelser, går fru Brasen, hvis øjne hele tiden løber i vand, nervøst og febrilsk i gang med at gøre aftensmaden klar i sit køkken, der ikke er helt så propert, som det burde være. Det bliver en anstrengende dag, hvor ægteparret Brasen og deres folk uafbrudt må stå på pinde for at tilfredsstille de mange nye gæster. Imens taler resten af byen om besøget og den betydning, som besøget af »de fremmede« kan få for byen. Det var indledningen til dette kapitel, som Bang efter romanens udgivelse valgte at læse op af under sine populære oplæsningsaftener.
Romanens tredje kapitel begynder under aftensmaden på hotellet, hvor det bl.a. er et samtaleemne, at de mest velstillede gæster i en stue for sig får serveret champagne til maden. Nogle fra byens borgerskab sender en vingave til én af hotellets gæster – en kendt operasanger – for at vise, at der også i deres by er ”Musikmennesker”, men også i håbet om at operasangeren vil give nogle prøver på sin sang. Operasangeren lader sig overtale, og den lokale sangforenings klaver bugseres med besvær op i hotellets spisestue, så alle senere på aftenen for en stund kan nyde sangerens tenor, der lyder ud af hotellets vinduer over byens torv og gade. Efter sangen spilles der på klaveret op til dans, og der bliver danset til den lyse morgen. Først da kan en overanstrengt fru Brasen gå til ro – med en slem hovedpine.
Inden for disse forløbsrammer er der ingen egentlig handling i romanen. Og ud over fru og hr. Brasen er der ingen egentlige hovedpersoner i romanen, der til gengæld involverer et meget stort persongalleri – mere end 75 personer – som via talrige, hyppigt vekslende, korte dialoger tegner bidende, satiriske og humoristiske portrætter af de mange personer fra samfundets forskellige lag blandt de lokale beboere og de mange tilrejsende gæster.

## Stil: Impressionisme
Særligt kendetegnende for Herman Bang er – i udstrakt grad også i Sommerglæder – hans brug af impressionistisk skrivestil. Herom skrev Herman Bang i sit forord til sin roman Tine (1889): "Jeg ser mine personer kun i billede efter billede, og kun i situation efter situation hører jeg dem tale. Jeg må ofte bie i timer, før de ved et blik, en bevægelse, et ord forråder mig deres virkelige tanker, som jeg jo kun kan gætte ligesom jeg gætter andre levende menneskers - deres, som jeg omgås og kender"

## Valg af forlag
Torsdag den 10. april 1902 skrev Bang følgende til redaktør hos Gyldendal, Peter Nansen: ”Kære Nansen. Jeg maa fortælle dig noget Glædeligt – der er saa lidt glædeligt, naar det drejer sig om mig – : Du véd, jeg skrev i Sommer en "Roman" for at kunne leve og faa "Det Graa" færdigt. Den var til "Skandinavisk Bibliotek" og hedder jo "Sommerglæder". Jeg var saa bange for, at den ikke var god. Men nu har jeg gennemarbejdet den og Hans Tegner har læst den og synes, den er saa god, at han vil illustrere den. Og det synes jeg er rart. Bojesen syntes nu strax, den var saa udmærket, at han gav mig en Masse Penge for den – for at eje den i fem Aar. Herman. ”
I sit svarbrev af samme dag skrev Nansen: ”Kære Bang! Jeg er meget glad paa dine Vegne over, at Du har faaet en god Bog færdig. Men paa mine egne og Forlagets Vegne er jeg virkelig ikke glad. De Penge, Du hidtil har hævet her og som Du fremtidig hæver, er, ifølge din egen, af Overretssagf. Heise udfærdigede Forsikring at betragte som Forskud paa fremtidigt literært Arbejde. Og jeg véd ikke, hvordan jeg skal komme afsted med at fortælle Hegel, at den første nye Bog, Du saa faar færdig, sælger Du til et andet Forlag. Du kunde hos os have faaet akkurat samme Honorar – 2000 eller 2500 for 5 Aars Ret – , saa jeg forstaar ikke, hvorfor Du er gaaet udenom os. Du har selvfølgelig ikke tænkt over, at Du gjorde noget, som kunde se mindre hensynsfuldt ud og som ogsaa er i Strid med de Kvitteringer, Du allerede i Fjor Efteraar underskrev til os. Men Sagen maa jo let kunne ordnes, – jeg vil nødig give Hegel den ubehagelige Overraskelse. Du har jo den gode Undskyldning overfor Bojesen, at Du ikke havde erindret Ordlyden af din Forskrivning til os. Og som sagt: Du kan faa akkurat de samme Betingelser her. Og Summen udbetalt ubeskaaret og kontant. Din Peter Nansen” 

## Modtagelse
Den 26. november 1902 skrev Bang til forlægger hos Gyldendal, Peter Nansen (ekstrakt): ”Kære Ven … Jeg synes Kritikken tager lidt ”uroligt” på mine ”Glæder”. Er den virkelig saa ”flimrende”? Jeg synes selv ikke, den er andet end stor Teknik.” . Og dagen efter igen til Nansen – formentlig igen om sin nyudgivne roman: ”Kære Nansen. Ja, det med Uroen er naturligvis rigtigt, naar Du siger det. Men maa man ikke gøre en Bog akkurat som den er tænkt? Og denne er tænkt som skullende virke i ét eneste Aandedræt.” 
Den 2. december 1902 sendte Bang sin nyudgivne roman til Georg Brandes med ordene: ”Kære Dr: Georg Brandes. Denne lille Bog er kun et Virtuosnummer. Modtag den alligevel fra Deres ærbødige Herman Bang.”  I sit svarbrev en uge senere skrev Brandes (ekstrakt): ”Kjære Hr. Bang. Megen Tak for Sommerglæder, der sikkert er en helt igjennem vellykket Bog, livfuld, saa det næsten snurrer i Læserens Hoved, som af en Karrusel, og med en meget, meget scenisk Centralfigur i Ingeborgs Skikkelse. Jeg beundrer dette, der er gjort med næsten Intet, denne Skikkelse og den Følelse, der fylder den.” 
Umiddelbart var modtagelsen af Sommerglæder i samtiden særdeles positiv.
I annoncer for bogen fremhæves uddrag af anmeldelser fra fire aviser. Ifølge Vort Land: ”Herman Bang mestrer sine Figurer med Sikkerhed og Smag. Dens muntre Sommerminder vil skabe megen Sommerglæde.”  Samfundet skrev: ”Bogen er en ægte Herman Bang’er. Sjældent har hans vidunderlige Evner som Fortæller fejret saa stor en Triumf”  Berlingske Tidende: ''Den samme Billedernes brogede Rigdom, den samme Livets urolige og mangefoldige Fylde, som lyser ud af Bangs senere Bøger genfindes i denne muntre og elskværdige Fortælling – det skulde da være, at denne Historie er fortalt ligesom med et gladere Humør og med en Ironi, en Streg lystigere i Tonen, end man er vant til at træffe det hos Bang. Herman Bangs fortælling fremtræder som Led i Hr. Ernst Bojesens med saa megen Elegance startede ”Nordisk Bibliothek”, og der er ingen Tvivl om, at denne vellykkede og morsomme Sommerhistorie, hvis Letfattelighed ikke er købt paa Bekostning af nogen kunstnerisk Vansmag, vil finde et stort Publikum.”  Og Nationaltidende: ”Det er om et Smaaby-Hotel, Herman Bangs lille nye Bog drejer sig. Brasens Hotel hedder det, og dets sted er en Limfjordsby, der søges slaaet op til Badested. Næppe nogen sinde har hans Kunst fejret en saadan Triumf som her. Aldrig har han med saa sikker Haand holdt de mange sammen som her om dette Hotelbord, hvor hver har sit Mæle og røber sig i en Ytring eller to. Og ikke nok hermed, men hele Hotellet er livagtigt i Bogen: Værelserne, Skænkestuen, Køkkenet, hvor den skikkelige fru Brasen flyder ud i Forvirring og haabløs Kamp med en overmægtig Opgave. Det er alt sammen ganske udmærket gjort med en rentud ødsel Kunst.” 

## Kritisk efterspil
Anmeldere og læsere af romanen fandt hurtigt ud af, at Brasens Hôtel var beliggende i Sæby ved Kattegat godt 50 km nordøst for Aalborg og havde en slående lighed med byens daværende Clasens Hotel i Algade 3, hvor Martine Clasen (1844-1921)og hendes mand Gustav Clasen (1851-1906) drev hotel for sommergæster.      
Den sammenhæng gav næring til bebrejdelser mod Bang om, at ægteparret Clasen med rette kunne føle sig krænket over en usømmelig fremstilling i romanen. Ikke mindst fra forargede lokale medier og borgere i Vendsyssel kom der drøje hug til forfatteren. Man fandt, at skildringen af det hektiske døgn i og omkring Brasens Hôtel udleverede store dele af Sæbys persongalleri, men især ægteparret fra Clasens Hotel på Algade, hvor "Fru Brasen" alias fru Clasen beskrives som en korpulent, sjusket, fortravlet og forvirret kone, hvis køkken altid flyder, og som har gæld overalt i byen, mens ”hr. Brasen” alias hr. Clasen er doven og helst bare vil sælge øl i skænkestuen. Forargelsen skyldtes ikke mindst, at fru Clasen under flere af Bangs ophold på hotellet havde taget sig omsorgsfuldt og husmoderligt af ham og båret over med den sarte digters nervemæssige kriser, dekadente opførsel og aparte påklædning.
Anklagerne fandt også vej til avisen Nationaltidende den 2. marts 1903, hvilket fik Bang til to dage senere i avisen København at tage til genmæle med en afvisning af nogen form for krænkelse eller fornærmelse af modellerne til sine figurer. Bang tilføjede: ”Da Sommerglæder udkom, var der i det hele Land ikke et Menneske, der talte om Karikatur. Kritikken talte enstemmigt om nænsom Menneskefremstilling. Sikkerlig var det da også netop Følelsens Smerte, der bar min Bog – saa fordringsløs den er – frem til tusind Sind. Men hvis dette er en uimodsigelig Sandhed, hvis den Sympati, jeg skabte om min Bogs Hovedskikkelse, var den eneste forstaaelige Adkomst til, at Sommerglæder vandt en Sukces over Landet, som ingen af mine tidligere Bøger har vundet, hvor er det saa muligt nu at tale om Karikaturer, grove Karikaturer, fornærmelige Karikaturer, endogsaa om lurvede Karikaturer, og om min Hjærteløshed?” 
I forlængelse heraf oplyste Thisted Amts Tidende den 5. marts 1903 følgende under overskriften ”En velfortjent Tilrettevisning” , at Vendsyssel Tidende havde haft en samtale med fru og hr. Clasen, og at ”… Hotelejer Clasen finder … Bangs handlemåde temmelig hensynsløs. Herman Bang var kommen fra Norge til Sæby Badehotel, og efter hvad Fru Clasen fortæller syg og nedbrudt. Hun måtte selv passe og pleje ham, og saa lønnede Bang hendes Opofrelse ved, at han skrev en Bog, hvori han ikke alene gør Løjer med Ægteparret, men ogsaa beskylder det for daarlig Husførelse. Vendsyssel Tidende knytter hertil følgende fornuftige Bemærkninger: Vi havde egentlig ventet, at Bang en Gang ville sætte sin trofaste og opofrende Sygeplejerske et lille Mindesmærke i Literaturen, skrevet med samme Kærlighed og Omhu som den, denne travle og stærkt optagne Husmoder opofrede paa ham, i Følelsen af, at der i dette lille syge Menneske bor ophøjede og fine Evner, der er Nationens Eje. Og saa kommer denne tarvelige og uretfærdige Karikatur, der oven i Købet har den pinlige Egenskab, at den kunde berøve Familien Clasen noget af det Brød, som den forud ikke havde i Overflod. Vilde Bang skrive om Fru Clasen, om hvor fattig og forjaget hun stundom har været under sin Kamp for Tilværelsen, saa burde den Hjertefinhed, vi troede ham i Besiddelse af, tvinge ham til ikke at lade uomtalt, at hun, trods sin Travlhed fik Tid og Raad til i Maaneder at skænke ham moderlig Omhu, da han laa og peb som en lille forkommen Fugl – og det næppe af den slags, man kalder Guldfugle.” 
Efterfølgende bad Bang i et brev til fru Clasen om tilgivelse for den sorg, som han åbenbart havde forvoldt hende, men hun svarede ikke, hvilket efter sigende skulle have pint forfatteren meget.